# 涙の曙
『涙の曙』（なみだのあけぼの）は1932年に日本で制作されたサイレント映画。東活映画社製作。五・一五事件が起きた当日に公開された。

## スタッフ
- 監督 : 三星吐詩夫
- 脚本 : 山本三八
- 原作 : 山本三八
- 撮影 : 進藤実

## キャスト
- 小川国松
- 石川秀道
- 千種百合子
- 五十鈴桂子
- 小川雪子
- 大井正夫